# Ugo Grimaldi
Ugo Maria Gianfranco Grimaldi (Enna, 15 settembre 1942) è un politico italiano.

## Biografia
Assessore Regionale all'Ambiente e Territorio della Regione Siciliana nella Giunta Provenzano di centrodestra (1996-1998).
Grimaldi è approdato per la prima volta alla Camera dei deputati nella XIV Legislatura, quando è stato candidato dalla Casa delle libertà nel collegio maggioritario di Enna in collegamento con la lista civetta Abolizione dello scorporo.
Alla Camera è stato componente delle Commissioni Agricoltura e sul Ciclo dei rifiuti e sulle attività illecite ad esso connesse.
Candidato nuovamente alle elezioni politiche del 2006, questa volta nella lista di Forza Italia per la circoscrizione Sicilia 2, ed eletto in virtù della rinuncia di Rocco Crimi, che ha optato per un'altra circoscrizione, nella XV Legislatura è stato componente delle Commissioni Agricoltura e sul Ciclo dei rifiuti e sulle attività illecite ad esso connesse. È stato poi rieletto nel 2008 per il Popolo della Libertà. Nell'estate 2011 abbandona il PdL per Forza del Sud confluendo nel Gruppo misto.
Il 18 gennaio 2012 alla Camera nasce la componente “Grande Sud-Ppa” che raccoglie tutti i deputati vicini a Forza del Sud finora iscritti al Gruppo misto, non iscritto a nessuna componente. Vi aderiscono 9 deputati :Gianfranco Micciché, Pippo Fallica, Maurizio Iapicca,Grimaldi, Giacomo Terranova, Marco Pugliese, Francesco Stagno d'Alcontres, Gerardo Soglia. Aderisce alla componente anche Aurelio Misiti (ex IdV) già Sottosegretario di Stato e Viceministro del Ministero delle Infrastrutture e dei Trasporti del Governo Berlusconi IV, che diventa capogruppo della nuova componente e vicepresidente del Gruppo misto.